# Aleksandra Vidović
Aleksandra Vidović (ur. 7 lutego 1993) – reprezentująca Bośnię i Hercegowinę lekkoatletka, oszczepniczka.
Medalistka mistrzostw Bośni i Hercegowiny w kategorii seniorów.
Rekord życiowy: 42,76 (27 maja 2012, Dubnica nad Váhom). 

## Osiągnięcia
| Rok  | Impreza                        | Miejsce | Pozycja           | Wynik |
| ---- | ------------------------------ | ------- | ----------------- | ----- |
| 2009 | Europejski festiwal młodzieży  | Tampere | el. – 18. miejsce | 37,11 |
| 2012 | Zimowy puchar Europy w rzutach | Bar     | 8. miejsce Gr. B  | 40,45 |